# ロビン・ライカー
ロビン・ライカー（Robin Riker, 1952年10月2日 - ）は、アメリカ合衆国出身の女優である。

## 出演作品

### テレビ
- スイッチ 〜運命のいたずら〜
- BONES - 骨は語る -
- ザ・グレイズ 〜フロリダ殺人事件簿
- クローザー
- ボストン・リーガル
- NCIS 〜ネイビー犯罪捜査班
- 女検死医ジョーダン
- コールドケース 迷宮事件簿
- 恋するマンハッタン
- シックス・フィート・アンダー
- ふたりの男とひとりの女

### 映画
- 爆発感染 レベル5
- 私の日記はベストセラー
- 黒い薔薇
- ベッドの下はふしぎの国
- ブリンク! スケート対決
- ボディ・トーク
- アリゲーター（マリサ・ケンドール）